# Cerkiew św. Paraskewy w Górzance
Cerkiew św. Paraskewy (obecnie rzymskokatolicki kościół parafialny Wniebowstąpienia Pana Jezusa) – dawna greckokatolicka cerkiew, znajdująca się we wsi Górzanka w gminie Solina, województwa podkarpackiego,

## Historia
Budowę obecnej cerkwi w Górzance rozpoczęto w roku 1835 w miejsce wcześniejszej cerkwi z roku 1718. Wcześniej we wsi istniała jeszcze starsza cerkiew, o której wzmianki pochodzą już z roku 1599, a która spłonęła przed rokiem 1718. Fundatorem obecnej cerkwi był Feliks Giebułtowski, ówczesny właściciel wsi. Jej poświęcenia dokonano 10 września 1838 roku. W roku 1912 przeszła remont. W roku 1948 przejęta przez kościół rzymskokatolicki i użytkowana jako kościół filialny, a od roku 1969 parafialny pw. Wniebowstąpienia Pana Jezusa w dekanacie Solina.

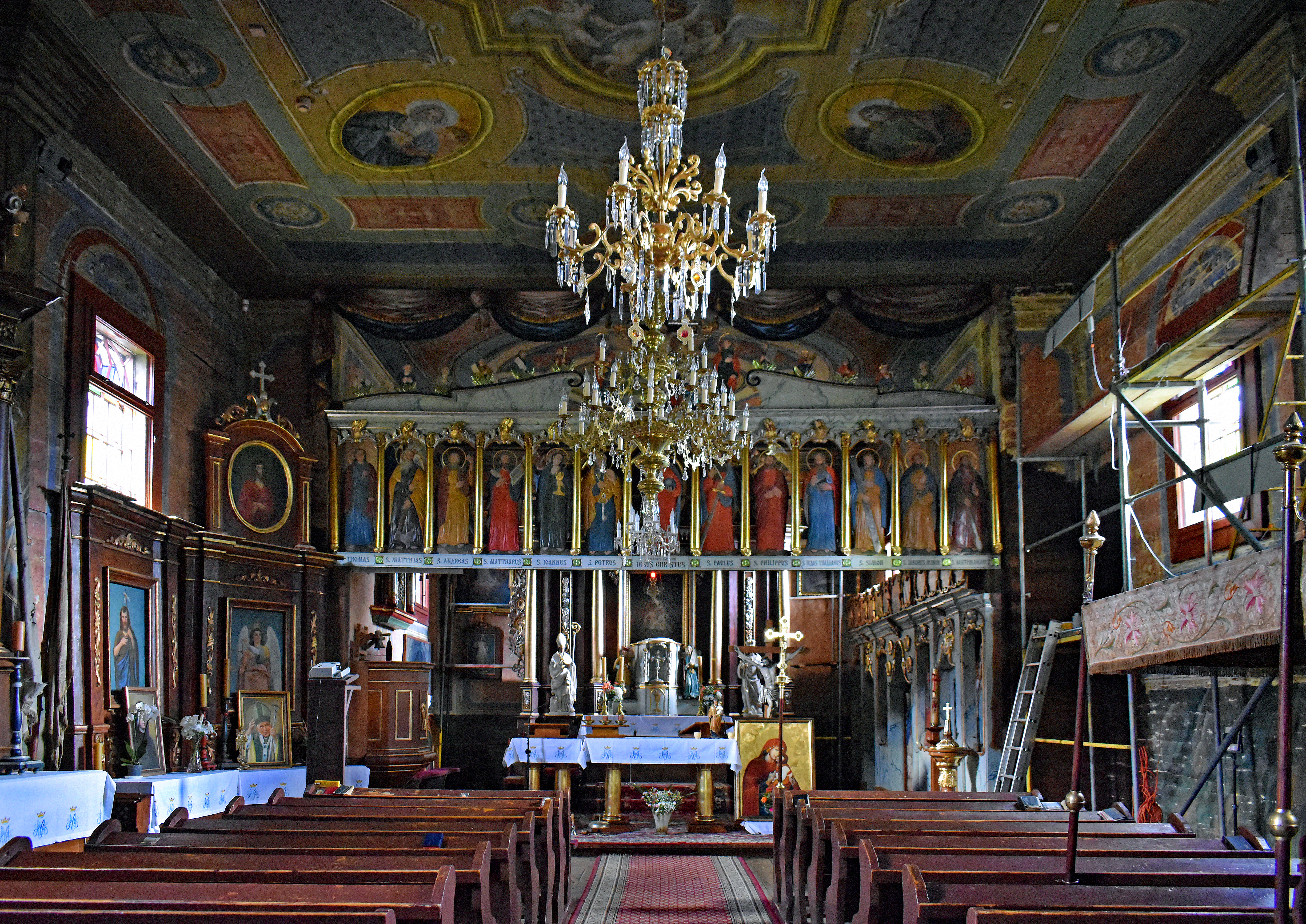
Wnętrze
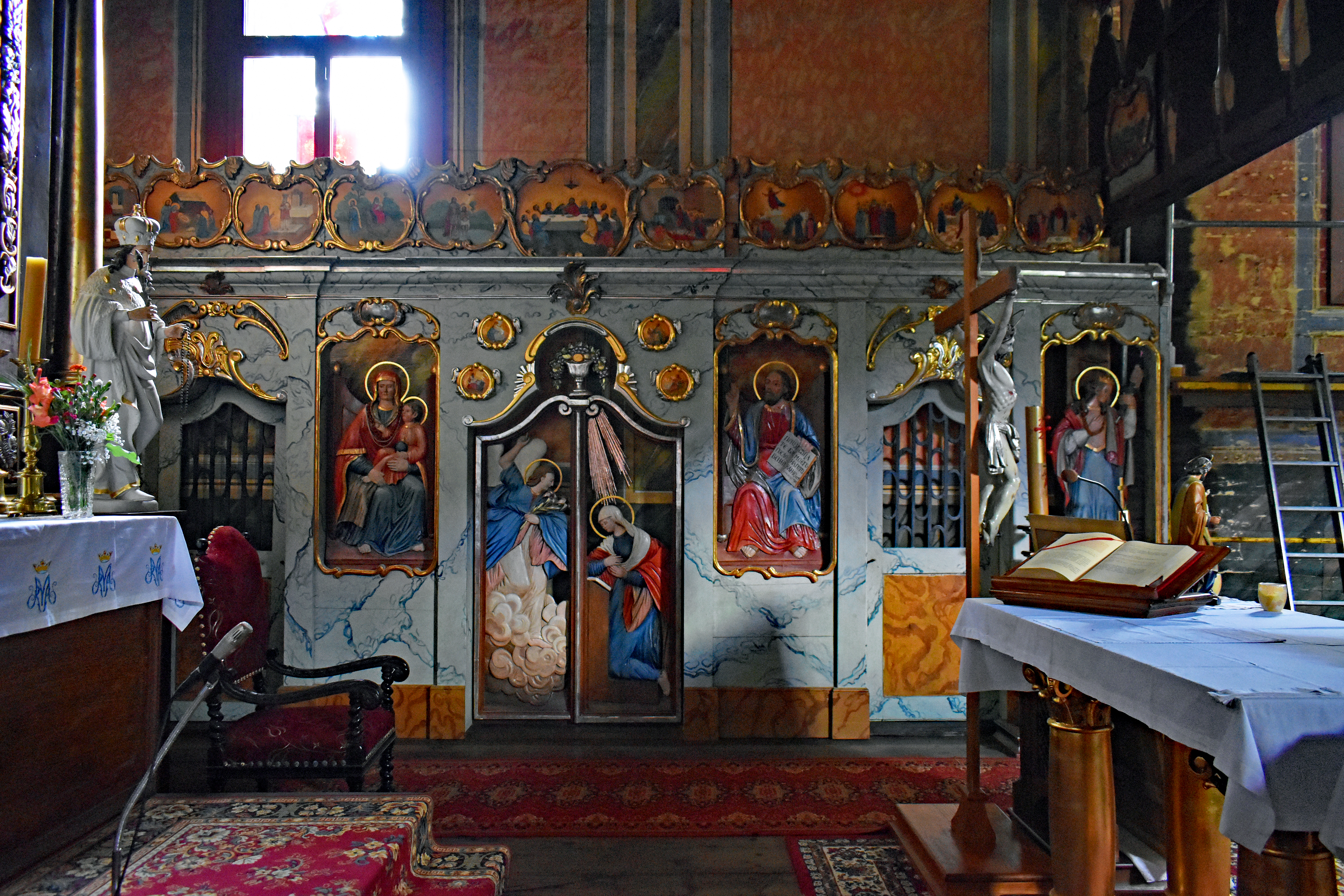
Dolna część ikonostasu
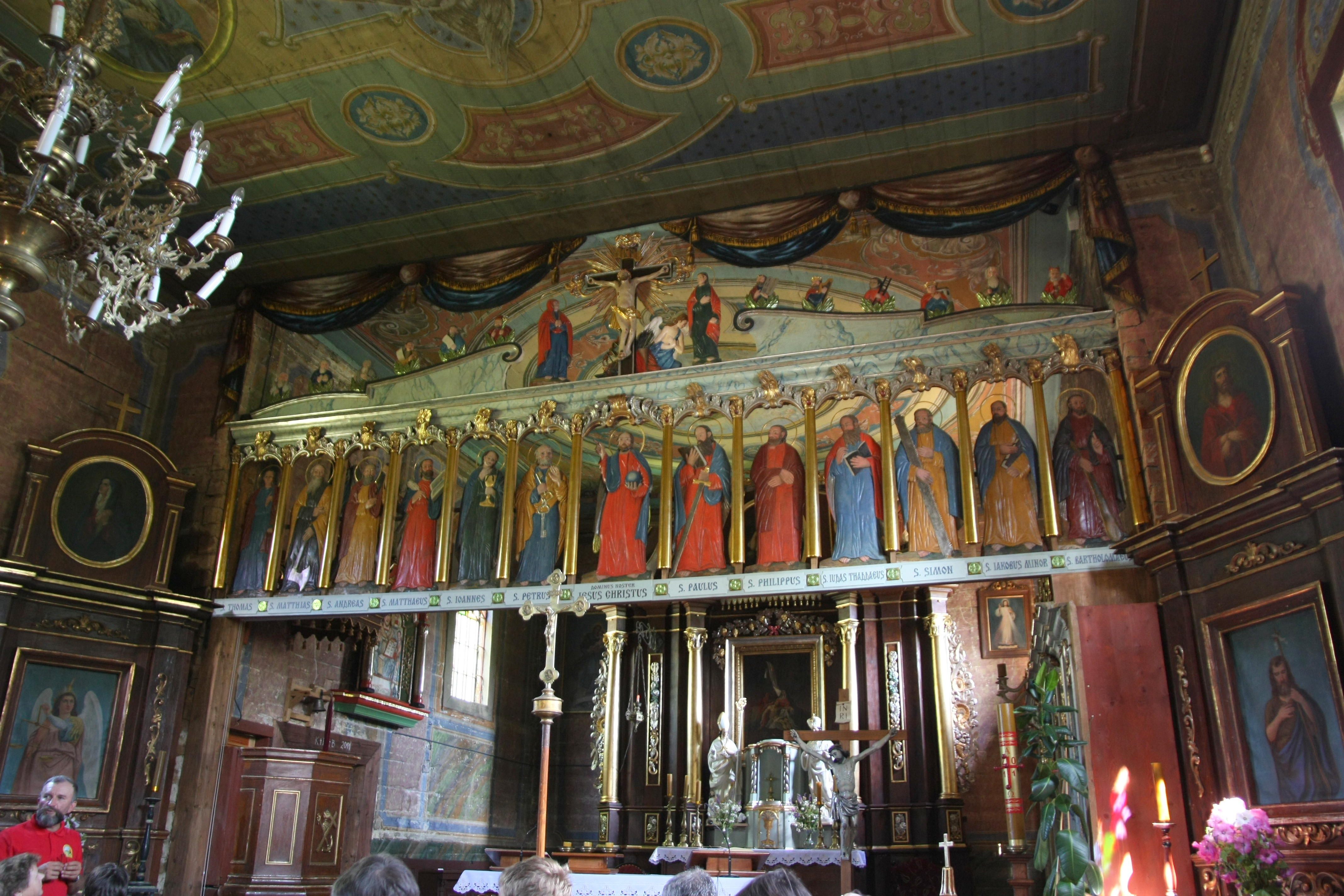
Wnętrze
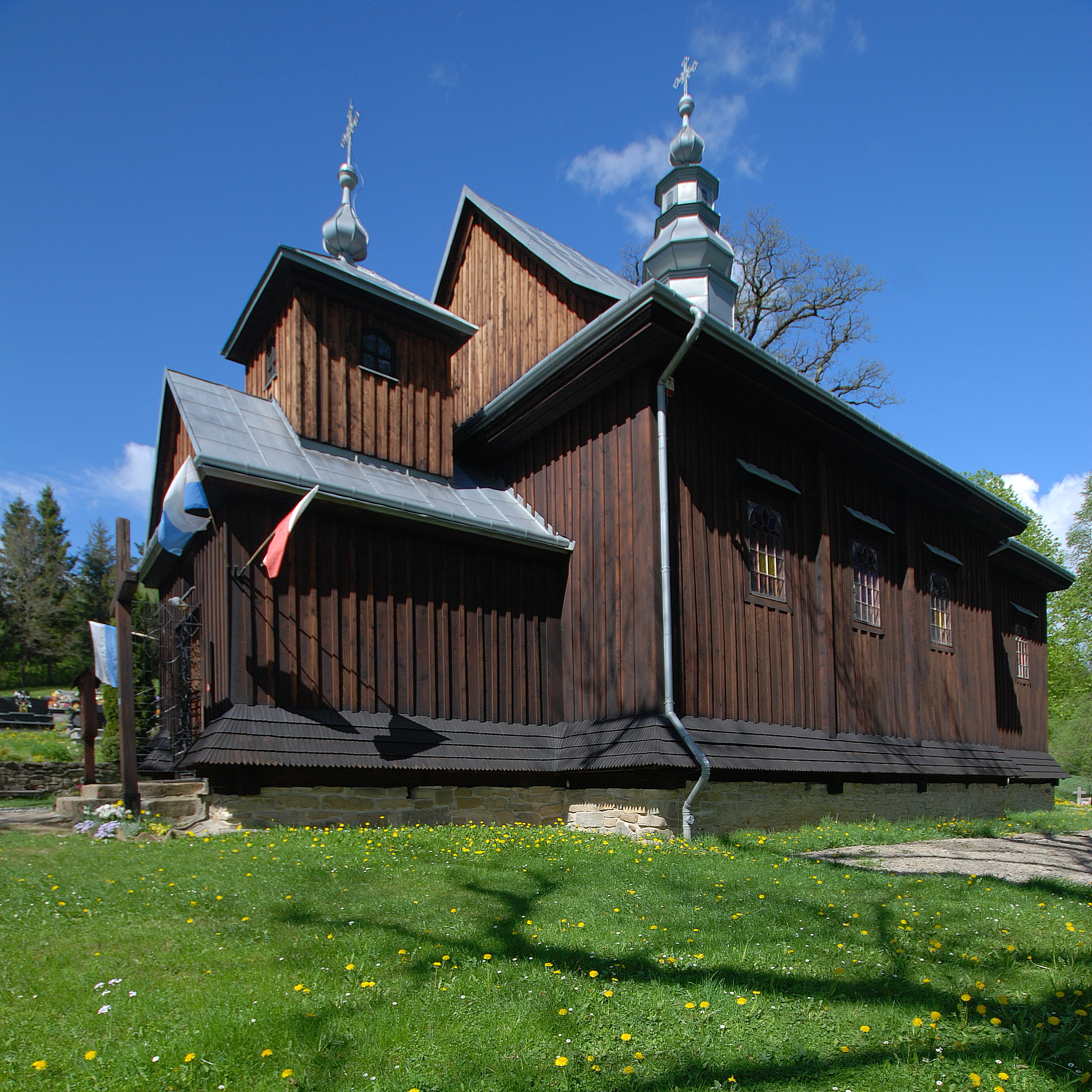
Elewacja boczna
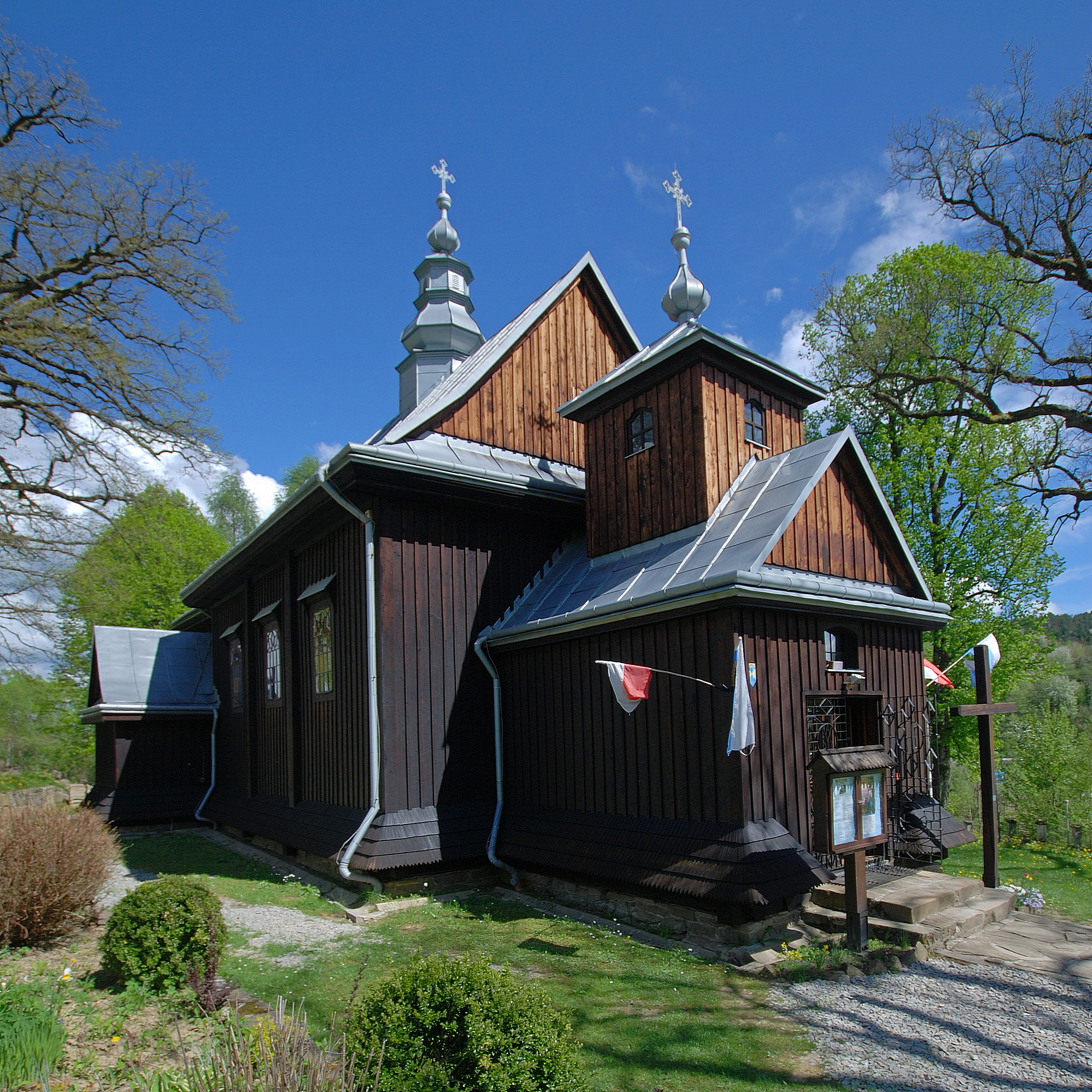
Elewacja boczna

## Budowa
Cerkiew w Górzance jest świątynią orientowaną, dwudzielną o konstrukcji zrębowej. Ściany oszalowane i wzmocnione lisicami. Do wybudowanego na planie kwadratu prezbiterium od północy przylega zakrystia. Nawa szersza. Od zachodu przedsionek o konstrukcji szkieletowej. Nad prezbiterium i nawą dachy kalenicowe, nad przedsionkiem dwuspadowy. Nad nawą wieżyczka z cebulastym hełmem, nad przedsionkiem wieżyczka czworoboczna z dachem namiotowym.

## Wnętrze
W cerkwi w Górzance znajduje się unikatowy w skali kraju ikonostas (zrekonstruowany w latach 2005–2010), składający się z wyciętych z deski płaskorzeźbionych i polichromowanych postaci. Wedle miejscowej tradycji wyrzeźbiony został przez miejscowego artystę z jednego pnia lipy. Powstał prawdopodobnie w I połowie XVIII wieku, ponieważ wymienia go już spis inwentarza z roku 1752. Został rozmontowany wedle różnych źródeł w roku 1912, gdyż został uznany przez miejscowego biskupa za niekanoniczny, lub w roku w 1951. Jego części zostały porozwieszane w różnych miejscach świątyni, ale na początku XXI ikonostas został zrekonstruowany. Nienaruszona do czasów obecnych pozostała jedynie Grupa Pasyjna, na wieńczącej ikonostas belce tęczowej. Ściany i stropy pokryte polichromią figuralną i architektoniczną, pochodzącą z roku 1912. Po wizycie miejscowego biskupa w 1912 roku napisane zostały ikony zgodne z wszelkimi kanonami – ikony te zostały odnowione latach 2008–2011 i umieszczone na balustradzie chóru.

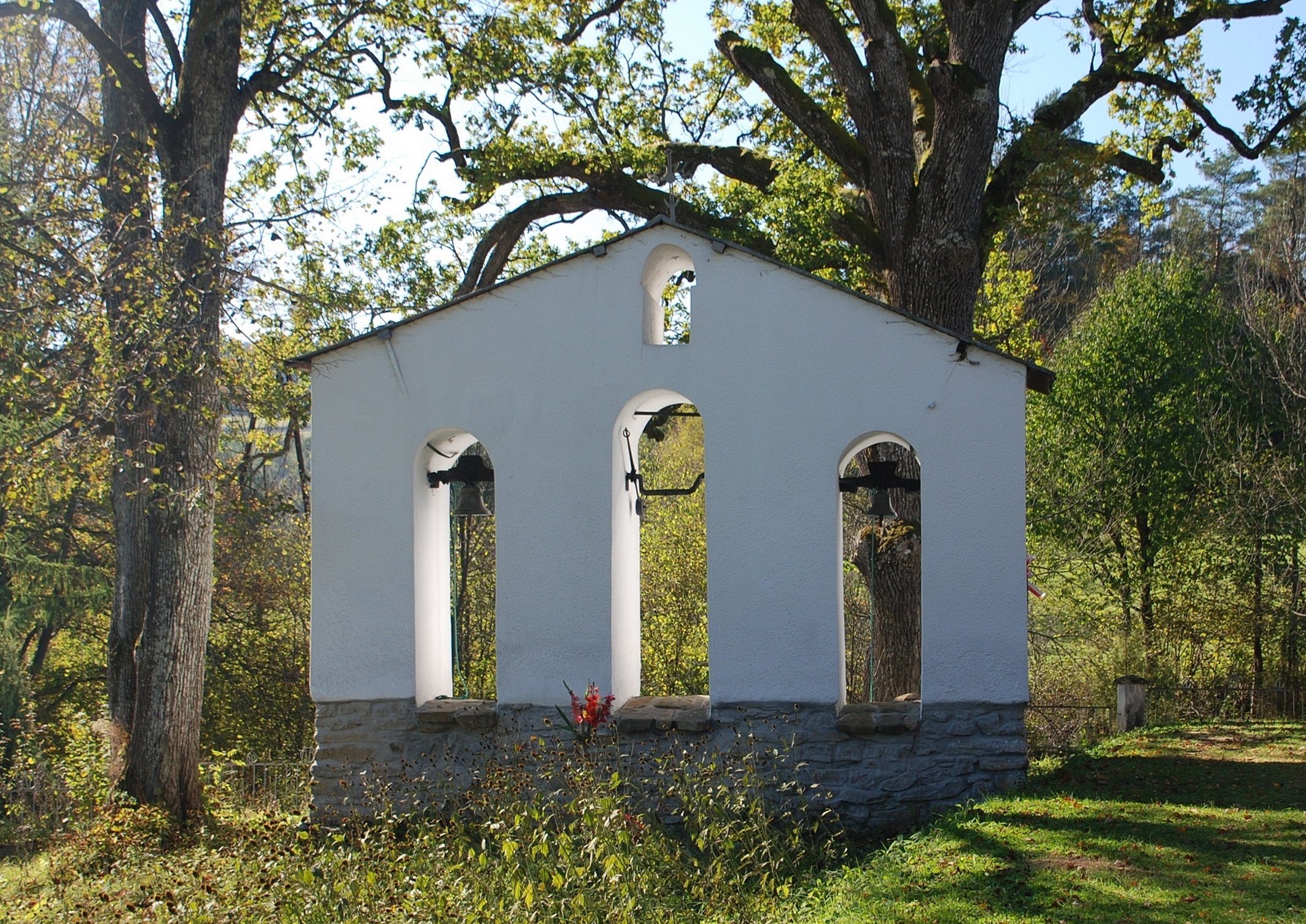
Dzwonnica
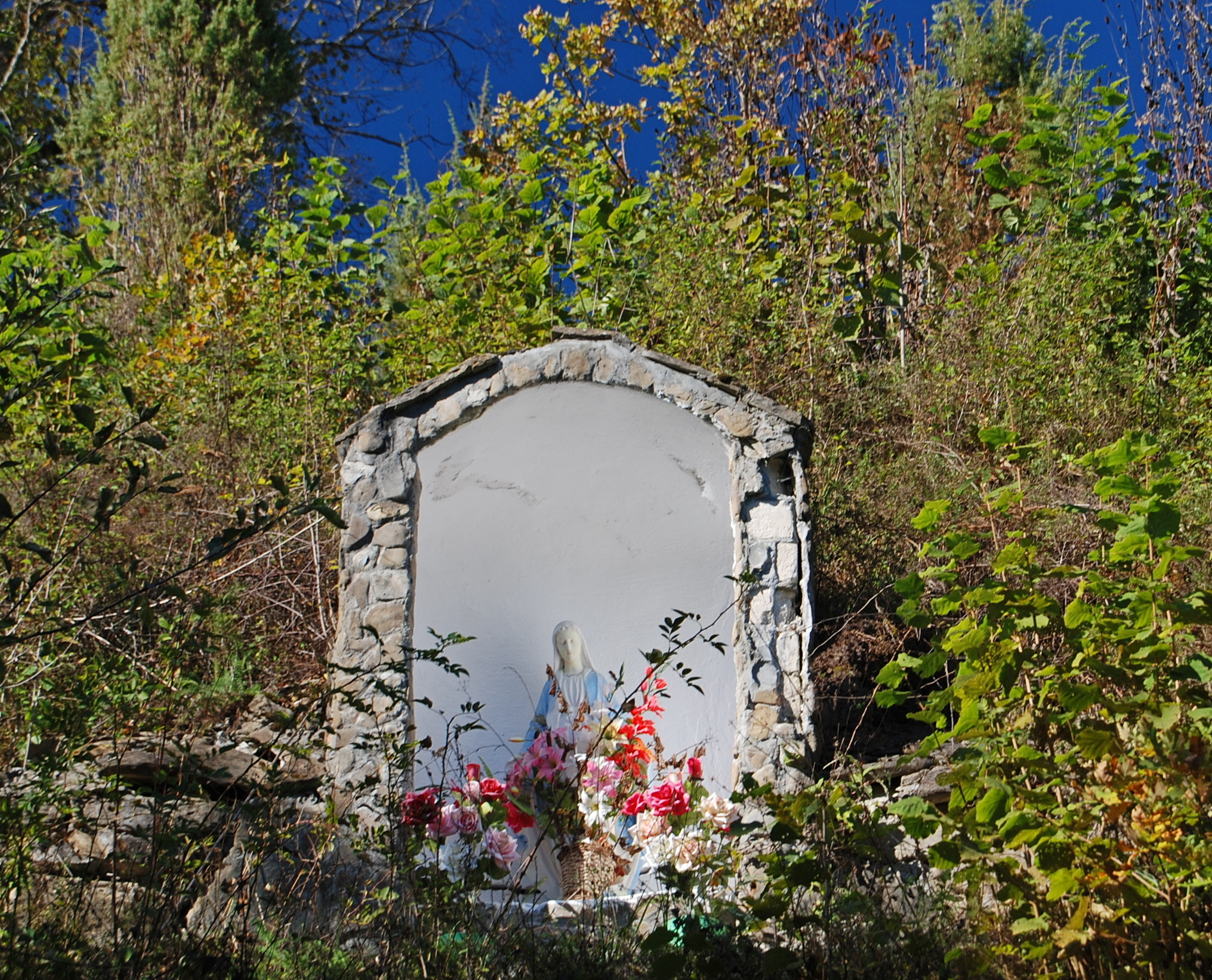
Otoczenie
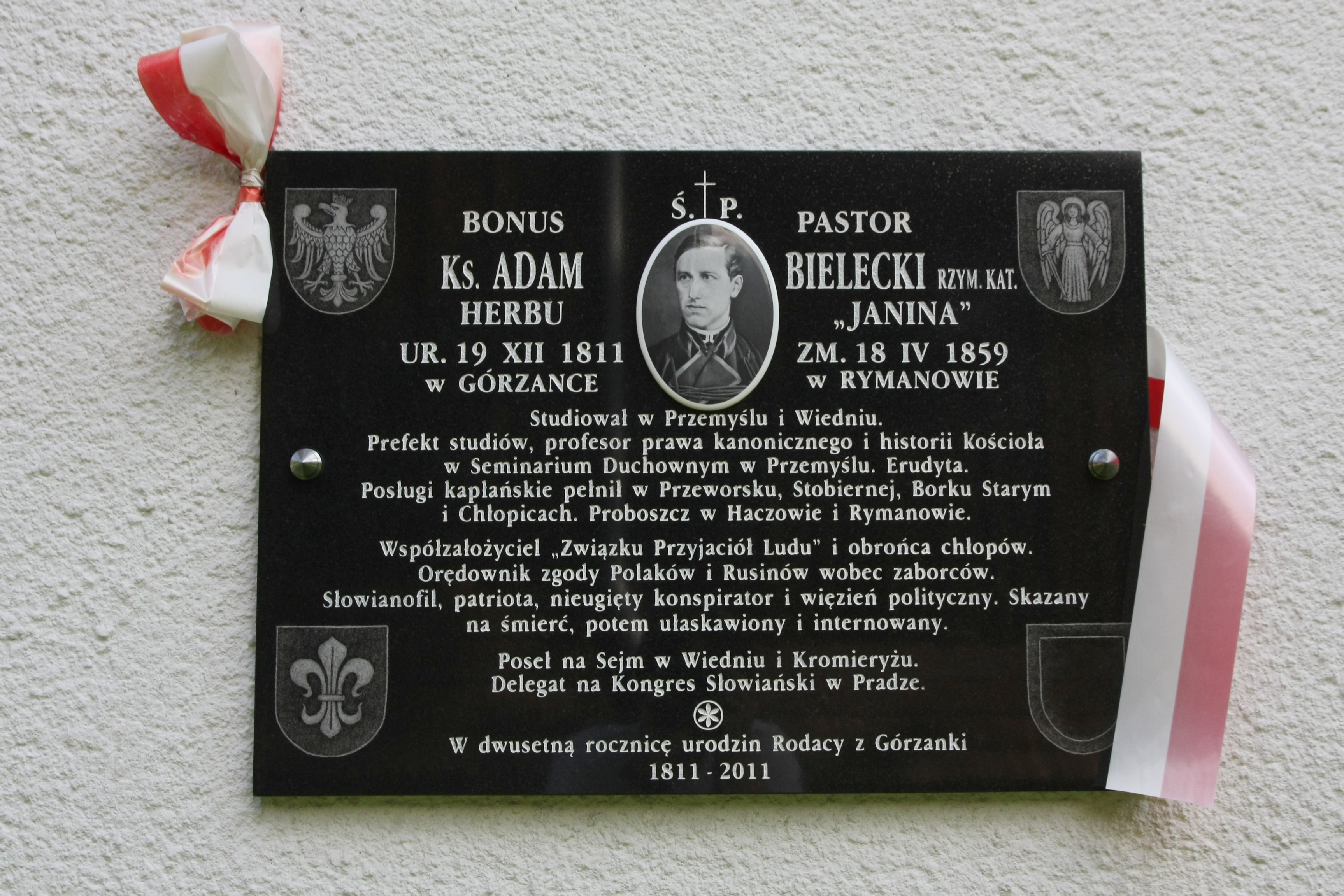
Tablica na dzwonnicy, upamiętniająca ks. Adama Bieleckiego

## Wokół cerkwi
Przy świątyni stoi murowana trójarkadowa dzwonnica parawanowa z II połowy XIX wieku. Zachowały się dwa dzwony. Na jednym z nich widnieje data 1744. W 2011 roku, w 200 rocznicę urodzin Ks. Adama Bieleckiego pochodzącego z Górzanki została wmurowana tablica poświęcona jego pamięci.